# 库斯托迪亚
库斯托迪亚是巴西伯南布哥州的一个市镇。总面积1484.6平方公里，总人口31604人，人口密度21.3人/平方公里。